# Dario Dabac
Dario Dabac (ur. 23 maja 1978) – chorwacki piłkarz występujący na pozycji obrońcy.

## Kariera klubowa
Od 1998 do 2012 roku występował w klubach NK Zagreb, Dynamo Drezno, Union Berlin, Greuther Fürth, Ried, Sanfrecce Hiroszima
HNK Rijeka, Al-Arabi, Nehaj, Chongqing Lifan i Shenyang Shenbei.